# Payday: The Heist
Payday: The Heist is een co-op first-person shooter ontwikkeld door Overkill Software en uitgegeven door Sony Online Entertainment. Het spel kwam in de Verenigde Staten uit op 4 oktober 2011 met 6 verschillende overval missies. 
Later werden er via DLC twee overvallen toegevoegd en nog eens een extra overval voor personen die Left 4 Dead of Left 4 Dead 2 op Steam hebben.

## Plot
Payday: The Heist is een first-person shooter gevuld met actie waarin de spelers de rol aannemen van een crimineel die overvallen pleegt. Er zijn 9 verschillende bankroven die met drie andere criminelen gespeeld kunnen worden, bediend door de kunstmatige intelligentie of andere spelers via co-op-modus.

## Overvallen
- First World Bank
- Heat Street
- Panic Room
- Green Bridge
- Diamond Heist
- Slaughterhouse
- Undercover (Wolf Pack DLC)
- Counterfeit (Wolf Pack DLC)
- No Mercy (Alleen voor PC)